# N-乙基-N-异丙基色胺
N-乙基-N-异丙基色胺（英語： 或 Ethylisopropyltryptamine，缩写EiPT）是一种有机化合物，分子式C15H22N2，属于一种N,N-二烃基色胺衍生物，最初由美国精神藥理學家亚历山大·舒尔金合成。